# Snačić család
A Snačić (vagy Svačić, Svadčić) család egyike volt a Horvát Királyság azon tizenkét törzsi nemzetségének, amelyet a Pacta conventa és a Supetari kartulárium is említ. A család legrégebbi ismert tagja közé tartozik Petar Snačić, aki nagy valószínűséggel az utolsó horvát származású horvát király volt.

## Története
A nemzetség legkorábbi ismert őse Juraj Snačić zsupán, egyike a Pacta conventában említett tizenkét nemesnek. A Supetari Cartulatum szerint a Horvát Királyságban Dmitar Zvonimir horvát király uralkodása alatt a bán Petar Snačić volt, akinek személyét gyakran az utolsó horvát királlyal, Petar Snačić-csal kapcsolják össze.
A családról kevés információ áll rendelkezésre. 1343-ban említenek bizonyos Gojslavot, egy Prodi de Saucichorum nevű személy fiát Klis zsupániában. Egyes történészek azt is feltételezik, hogy a Sidragai Domald nevű nemes (kb. 1160–1243) a család tagja volt, de ezt nem lehet megbízhatóan bizonyítani.

A nemzetség tagja volt a 14. század első felében Nelipac (generationis Suadcich), a cetinai Nelipić család feje, amely a Snačić család egyik leszármazotti ága. Nelipić III. Ivan bán 1435-ben bekövetkezett halála után a Snačić család nagy valószínűséggel férfiágon kihalt, örökségüket Zsigmond magyar király Tallóci Matkónak és testvérének Péternek adta.